# جس (موسیقی‌دان)
جس بریدن (زاده ۱۰ مه ۱۹۷۴)، معروف به جس، خواننده، ترانه‌سرا، تهیه‌کننده، آهنگساز و دی جی آمریکایی از نیویورک است. او یکی از بنیانگذاران گروه رقص موتورسیکلت در ایالات متحده است که آهنگ مشهور جهانی «As the Rush Comes» را در سال ۲۰۰۳ منتشر کرد.

## اوایل زندگی
جیس بریدن، متولد و بزرگ شده در شهر نیویورک، در هنرستان و آواز در مدرسه هنر تحصیل کرد. او ابتدا شروع به آزمایش تولید موسیقی در استودیوهای دوستانش کرد. در سن ۱۶ سالگی او اولین ضبط‌های صوتی خود را به عنوان خواننده مرجع انجام داد، و همچنین به عنوان خواننده پشتیبان برای چندین برچسب اصلی ضبط کار می‌کرد. پس از اینکه جس هنگامی که هنوز نوجوانی بود به آگهی روزنامه ای به نام صدای دهکده پاسخ داد، اولین آهنگ خود را ضبط کرد. در آن زمان، او در گروه‌های مختلف آواز می‌خواند.

## ترانه‌شناسی

### آلبوم‌های استودیویی
- Disconnect (۲۰۰۷)
- درخشش زیاد (۲۰۱۰)
- یادگاری(۲۰۱۹)[۷]

### آلبوم چندآهنگه
- بگذار برف شود - ای‌پی تعطیلات (نوامبر ۲۰۱۶)